# پیمان تروا
معاهده تروا توافقی بود که بر اساس آن هنری پنجم، پادشاه انگلستان و وارثانش، تاج و تخت فرانسه را پس از مرگ شارل ششم پادشاه فرانسه به ارث می‌برند. در ۲۱ مه ۱۴۲۰ پس از لشکرکشی موفق هنری به فرانسه، این قرارداد به‌طور رسمی در شهر تروا فرانسه امضا شد. این بخشی از پس‌زمینه مرحله آخر جنگ صدساله سرانجام توسط فرانسوی‌ها در نبرد کاستیلون در سال ۱۴۵۳ به پیروزی رسید و در آن پادشاهان مختلف انگلستان سعی کردند ادعاهای خود را برای تاج و تخت فرانسه تثبیت کنند.

## مقررات

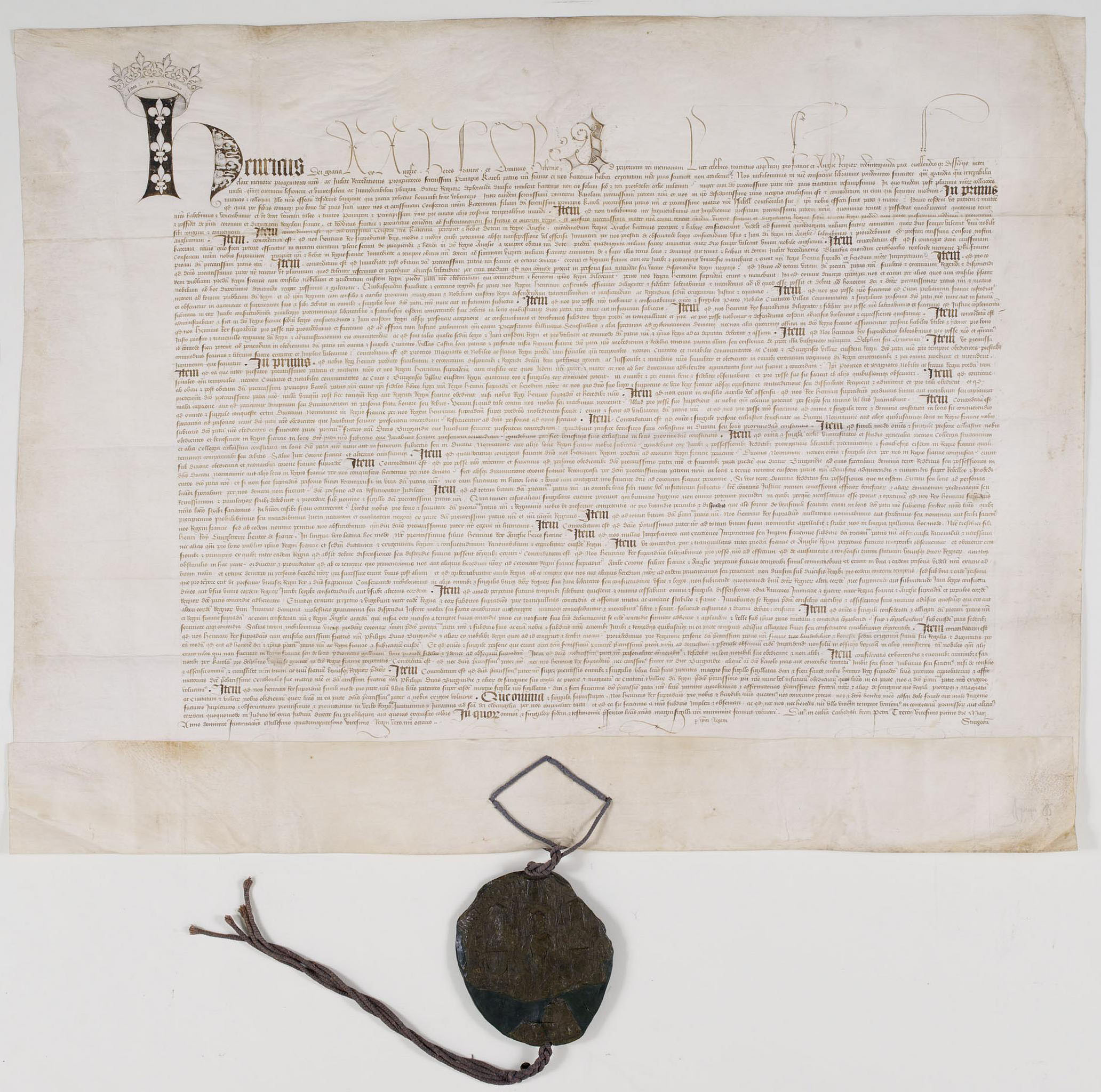
تصویب پیمان تروا، ۲۱ مه ۱۴۲۰ (آرشیو ملی)

این معاهده ترتیب ازدواج دختر شارل ششم کاترین والوآ با هنری پنجم را داد که در پی آن نایب السلطنه فرانسه شد و (همراه با پسران آینده‌اش) به عنوان جانشین تاج و تخت فرانسه تصدیق شد و دوفن شارل هفتم از فرانسه از جانشینی محروم شد. در همان سال، پس از ورود هنری پنجم به پاریس، ژنرال املاک فرانسه این قرارداد را تصویب کرد.

## زمینه
پادشاه فرانسه شارل ششم در بسیاری از دوران سلطنت خود دچار حملات جنون شد. هنری پنجم در سال ۱۴۱۵ به فرانسه حمله کرده بود و در آژینکورت شکست سختی را به فرانسوی‌ها تحمیل کرد. در سال ۱۴۱۸، جان بی‌باک، دوک بورگوندی، که منافع سیاسی و اقتصادی او به نفع توافق با انگلیسی‌ها بود، پاریس را اشغال کرد. یک سال بعد او توسط مخالفان Armagnac خود در جریان آنچه که او فکر می‌کرد ملاقات دیپلماتیک با دوفن شارل بر روی پل در Montereau به قتل رسید. پسرش فیلیپ نیک با انگلیسی‌ها ائتلاف و با پادشاه انگلیس بر سر این پیمان مذاکره کرد.
ایزابلای باواریا، همسر شارل ششم، که شرکت در مذاکرات صرفاً رسمی بود، با معاهده سلب ارث پسرش موافقت کرد، به این امید که اگر دو خاندان از طریق هنری پنجم به همدیگر ملحق شوند، می‌توان جنگ را پایان داد و فرانسه را در دستان پادشاه توانا و نیرومندی سپرد.
پیش از این شایعاتی وجود داشت مبنی بر اینکه ملکه با برادر شوهرش لوئی یکم، دوک اورلئان رابطه داشته‌است. این شایعات با خوشحالی توسط رقیب اصلی لوئی، ژان بی‌باک، که دوک اورلئان را در سال ۱۴۰۷ ترور کرده بود، مطرح شد. بورگوندی‌ها شایعه‌ای را ترویج کردند که شارل حرامزاده است. با این حال، چنین بیانیه‌ای را نمی‌توان در یک معاهده ثبت کرد، بدون اینکه به اعتبار پادشاه فرانسه خدشه وارد کند؛ بنابراین، سلب ارث از دوفن، با توجه به تاج و تخت فرانسه، بر اساس جنایات او (جرایم بزرگ) بود، زیرا او متهم بود که دستور قتل ژان بی‌باک را صادر کرده‌است.
مبنای حقوقی این معاهده از ابتدا بر اساس یک زمینه محکم مشکوک بود، زیرا فقط خود پادشاه می‌توانست چنین تصمیم مهمی مانند خاتمه دادن به دودمان سلطنتی خود بگیرد و شارل، که «دیوانه» نامیده می‌شد، بی تردید توانایی ذهنی برای انعقاد چنین توافقی را نداشت، زیرا بیشتر تمام دوران سلطنت او توسط نایب‌السلطنه‌ها به همین دلیل نظارت می‌شد (چهار اصل قانونی جهانی برای هر قرارداد معتبر عبارتند از: ملاحظه، توافق، قانونی بودن و ظرفیت). علیرغم این، به دلیل تغییر وضعیت نظامی و سیاسی، سلب ارث دوفت شارل پس از اینکه خود را نایب السلطنه شارل ششم در رقابت با نایب السلطنه اعلام شده توسط هنری پنجم اعلام کرد، مجازات قانونی بیشتری دریافت کرد. در سال ۱۴۲۰ دادگاهی جهت رسیدگی به اتهام اهانت به ذات اقدس ملوکانه بر علیه دوفن شارل تشکیل شد. هنگامی که او در دادگاه حاضر نشد، دادگاه پاریس در سال ۱۴۲۱ دوفن شارل را به جرم خیانت مجرم شناخته و او را به محرومیت از ارث و تبعید از پادشاهی فرانسه محکوم کرد و تمام امتیازات زمین و عنوان‌ها را از دست داد.

## عواقب

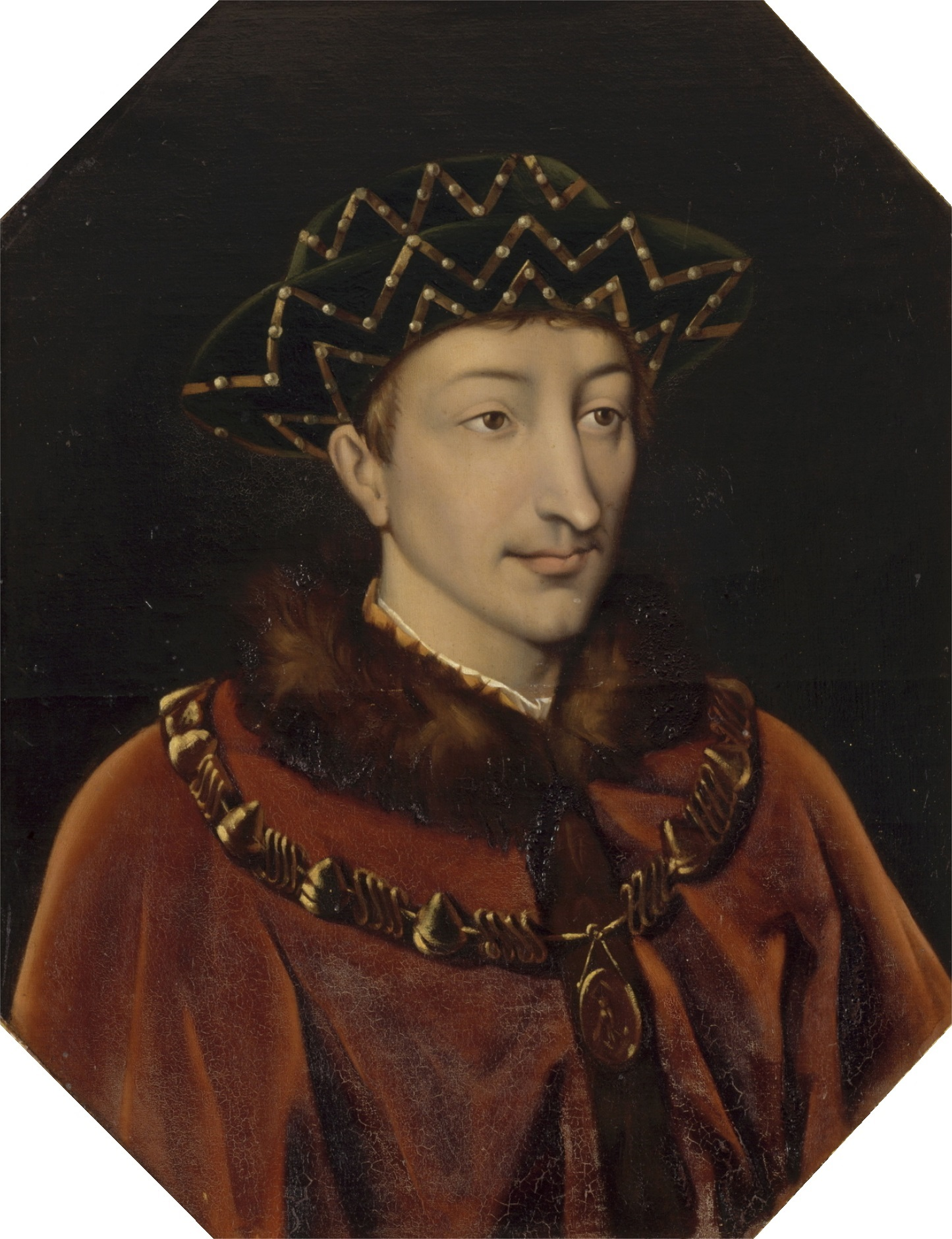
شارل هفتم از فرانسه

این پیمان با مرگ شارل ششم و هنری پنجم در فاصله دو ماه از یکدیگر در سال ۱۴۲۲ تضعیف شد. هنری ششم، کودک شیرخوار پادشاه انگلستان و فرانسه شد، اما شارل دوفن نیز پس از مرگ پدرش، مدعی تاج و تخت فرانسه شد - اگرچه او فقط در منطقه‌ای از فرانسه به مرکزیت بورژ حکومت می‌کرد و توسط مخالفانش با تمسخر از او به عنوان «پادشاه بورژ فرانسه» یاد می‌شد.
مفاد معاهده تروا بعدها یک بار دیگر در معاهده آمیان (۱۴۲۳) تأیید شد، زمانی که دوک‌های بورگوندی و بریتانی به رسمیت شناختن هنری ششم به عنوان پادشاه فرانسه را تأیید کردند و توافق کردند که یک اتحاد دفاعی سه‌گانه علیه دوفن شارل تشکیل دهند. اما به دنبال ظهور ژان آرک برای فرماندهی نیروهای والوآ، روند جنگ در سال ۱۴۲۹ به‌طور چشمگیری تغییر کرد، آنها محاصره اورلئان را برداشتند و سپس به سمت ریمز، مکان سنتی تاجگذاری فرانسه، جایی که دوفن سابق به عنوان شارل هفتم فرانسه تاجگذاری کرد، مبارزه کردند. در سال ۱۴۳۵، شارل معاهده آراس را با بورگوندی‌ها امضا کرد که در آن، آنها ادعاهای او را برای تاج و تخت به رسمیت شناخته و تأیید کردند.
پیروزی نظامی شارل هفتم بر هنری ششم، این معاهده را مورد بحث قرار داد. آخرین تلاش برای تصاحب تاج و تخت فرانسه توسط ادوارد چهارم انگلستان در سال ۱۴۷۵ انجام شد، اما او با لوئی یازدهم در معاهده پیکوی موافقت کرد. پادشاهان انگلستان تا سال ۱۸۰۱ به‌طور اسمی ادعای تاج و تخت فرانسه را ادامه دادند، اگرچه این امر دیگر هرگز به‌طور جدی دنبال نشد. آخرین قلمروی آنها در سرزمین اصلی فرانسه، شهر کاله، در سال ۱۵۵۸، از دست رفت.